# Tåning Sogn
Tåning Sogn er et sogn i Skanderborg Provsti (Århus Stift).
I 1800-tallet var Tåning Sogn anneks til Ovsted Sogn. Begge sogne hørte til Voer Herred i Skanderborg Amt. Ovsted-Tåning sognekommune blev ved kommunalreformen i 1970 indlemmet i Skanderborg Kommune.
I Tåning Sogn ligger Tåning Kirke.
I sognet findes følgende autoriserede stednavne:
- Birkebo (bebyggelse)
- Horndrup (bebyggelse, ejerlav)
- Lille Tåning (bebyggelse)
- Nybro (bebyggelse)
- Sortholm (bebyggelse)
- Tåning (bebyggelse, ejerlav)
- Tåning Å (vandareal)